# Florennes
Florennes (en való Florêne) és un municipi belga de la província de Namur a la regió valona. Comprèn les localitats de Florennes, Corenne, Flavion, Hanzinelle, Hanzinne, Hemptinne,
Morialmé, Morville, Rosée, Saint-Aubin i Thy-le-Bauduin

## Administració
| Période   | Identité          | Étiquette               |
| --------- | ----------------- | ----------------------- |
| -2000     | Louis Timmermans  | Union des Onze Communes |
| 2000-2006 | Pierre Helson     | Union des Onze Communes |
| 2006-2009 | Stéphane Lasseaux | Contact21               |
| 2009-     | Pierre Helson     | Union des Onze Communes |

## Agermanaments
- Longvic

## Personatges il·lustres
- Firmin Lambot ciclista
- Léon Scieur, ciclista